# Bodie
Bodie è una città fantasma situata a levante della catena montuosa della Sierra Nevada statunitense, nella contea californiana di Mono, 120 km circa a sud est del lago Tahoe. Il dipartimento dell'Interno degli Stati Uniti la riconosce come luogo di interesse storico nazionale (National Historic Landmark) sotto la denominazione di Sito storico di Bodie (Bodie Historic District). Acquisito nel 1962 lo status di parco storico, la città è ricaduta sotto l'amministrazione dei Parchi di Stato della California (California State Parks). Adesso ha solo un abitante.

## Storia

### Fondazione
Bodie nasce come centro minerario di modesto rilievo dopo la scoperta dell'oro nella regione da parte del cercatore William Bodey (o Body). L'uomo morì nel novembre 1859, sorpreso da una bufera di neve dopo essersi recato nella vicina Monoville per approvvigionamenti.
Nel 1876 la Standard Company scoprì sul posto un giacimento di minerale grezzo contenente oro; ciò trasformò Bodie da centro isolato di pochi cercatori a una città del Far West in prorompente sviluppo. Ricchi filoni scoperti nella vicina miniera, nel 1878, catalizzarono le speranze di un numero crescente di persone. Verso il 1880 Bodie aveva una popolazione di 5.000–7.000 abitanti e circa 2.000 fabbricati. Negli anni dalle miniere situate nelle vicinanze fu estratta una quantità d'oro del valore stimato di oltre 34 milioni di dollari.
Centro minerario emergente, Bodie possedeva i servizi e le attrazioni delle maggiori città, tra cui due banche, una banda musicale, la ferrovia, sindacati di minatori e operai, molti giornali e una prigione. Al culmine dello sviluppo 65 saloon costeggiavano la via principale, che era lunga un miglio. Omicidi, sparatorie, risse da osteria e assalti alle diligenze erano all'ordine del giorno. Secondo la leggenda una ragazzina, appreso che la sua famiglia intendeva trasferirsi a Bodie, pregò una notte: "Addio, Signore, stiamo per andare a Bodie", ma secondo un cronista locale la preghiera fu invece: "Bene, per Dio, stiamo per andare a Bodie!".
I lingotti d'oro sfornati dalle nove presse della città venivano trasportati per via fluviale a Carson City, attraverso Aurora, Wellington e Gardnerville. La maggior parte dei carichi era accompagnata da una guardia armata; appena il lingotto giungeva a Carson City, veniva consegnato alla zecca o spedito per ferrovia a quella di San Francisco.

### Un centro pilota dell'energia elettrica
Nel 1893 la Standard Company costruì una propria centrale idroelettrica, situata a circa 20 km da Bodie, sul Green Creek a monte di Bridgeport. L'impianto sviluppò un massimo di 97 kW e 6.600 volt di corrente alternata per alimentare le venti presse della società. Questa struttura pionieristica ha alimentato una delle prime erogazioni a lunga distanza di elettricità nel paese; poiché si dubitava che l'elettricità potesse raggiungere Bodie, per sicurezza la linea di trasmissione dal Green Creek fu tracciata lungo un percorso rettilineo, senza traforare montagne.

### Luoghi di interesse

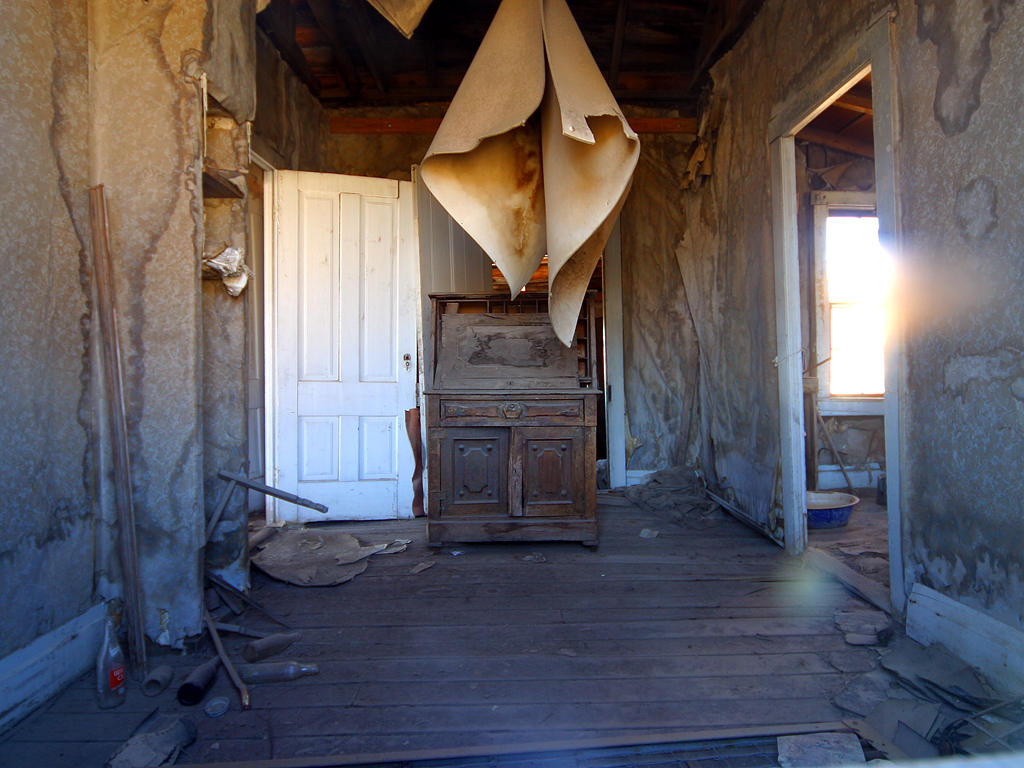
L'interno di un edificio

A Bodie esisteva un quartiere cinese che arrivò a contare centinaia di residenti ed era dotato di un tempio taoista. Come in altre città minerarie situate fuori mano, c'era anche un popolare quartiere a luci rosse, all'estremo nord dell'abitato. Qui abitò Rosa May, una prostituta che visse a Bodie a cavallo tra il diciannovesimo e ventesimo secolo, ricordata come "la prostituta dal cuore d'oro". La sua storia ha ispirato un musical e un romanzo. In periferia è rimasto il cimitero con l'annesso obitorio, che è l'unico edificio della città costruito in mattoni disposti su tre strati (con ogni probabilità in funzione di isolante termico). Lungo la via principale si trova infine la Miners Union Hall, luogo d'incontro dei sindacati dei lavoratori e centro ricreativo, oggi adibito a museo.

### Declino
I primi segnali documentati del suo declino risalgono al 1912 con la stampa dell'ultimo numero del giornale di Bodie, The Bodie Miner. In un libro del 1913, intitolato "Guida turistica e vademecum della California: Descrizione autentica delle rotte di viaggio e punti di interesse in California", gli autori, descrivono ancora Bodie come una "città mineraria, che è il centro di una grande regione mineraria", riferiscono anche la presenza di due hotel e una stazione ferroviaria.
Nel 1913 la Standard Consolidated Mine chiude, i profitti minerari nel 1914 erano al loro minimo di 6.821 Dollari. James S. Cain stava comprando tutto, dai lotti della città ai diritti minerari, riaprì la miniera Standard dando lavoro agli ex operai, il che si tradusse in un profitto di oltre $ 100.000 nel 1915. Tuttavia tale ripresa finanziaria non fu sufficiente a fermare il declino della città. Nel 1917, la ferrovia di Bodie fu abbandonata e le sue rotaie di ferro furono demolite.
Nonostante il tracollo, Bodie mantenne una popolazione permanente per molti anni nel XX secolo, anche dopo l'incendio che devastò gran parte dei suoi centri economici nel 1932. Un ufficio postale della città rimase operativo dal 1877 al 1942. L'ultima miniera fu chiusa nel 1942, a causa di un decreto che sanciva la chiusura di tutte le miniere d'oro negli Stati Uniti non indispensabili durante la seconda guerra mondiale. L'attività mineraria non fu mai più ripresa dopo la guerra. 

Sito minerario della Standard Consolidated Mining Company

### La trasformazione in città fantasma
Bodie fu descritta per la prima volta come "città fantasma" nel 1915, ma il San Francisco Chronicle nel 1919 pubblicò un articolo per contestare l'etichetta "città fantasma". Il censimento federale del 1920 contava un totale di 120 persone. Oggi Bodie è una vera città fantasma del Far West. Fu dichiarata National Historic Landmark nel 1961 e quindi, nel 1962, Parco storico dello Stato.
Attualmente è sospesa in uno stato di "fatiscenza bloccata" (arrested decay) e ne sopravvive solo una piccola parte. I visitatori possono così attraversare le strade deserte di una città la cui popolazione ha sfiorato anche i 10.000 abitanti. Gli interni degli edifici restano come sono stati lasciati, con tutto il contenuto.
 Bodie è aperta tutto l'anno, ma la lunga strada necessaria a raggiungerla è normalmente interrotta d'inverno a causa delle abbondanti nevicate. Il periodo più favorevole per visitare la città sono quindi i mesi estivi.

## Clima
Il clima di Bodie è caratterizzato da estati calde e da inverni rigidi. Questi ultimi fanno collassare la temperatura anche ben al di sotto dei -18 °C (0 °F). I venti possono battere la vallata a velocità prossime ai 160 km/h. Le notti sono però fredde anche durante l'estate. Bodie ha detenuto il record del maggior numero di giorni consecutivi più freddi in tutta la nazione. Il clima rigido è dovuto alla particolare combinazione dell'elevata altitudine (2.560 m) e dell'esposizione agli agenti atmosferici: pochi ostacoli naturali proteggono infatti dagli elementi il lungo e livellato altopiano. Molta legna fu necessaria per scaldare gli abitanti nei lunghi inverni dell'epoca, che possono quindi spiegare la penuria di alberi nella zona ai nostri giorni. L'inverno 1878-1879 fu particolarmente gelido e costò la vita a molti residenti.

## Media

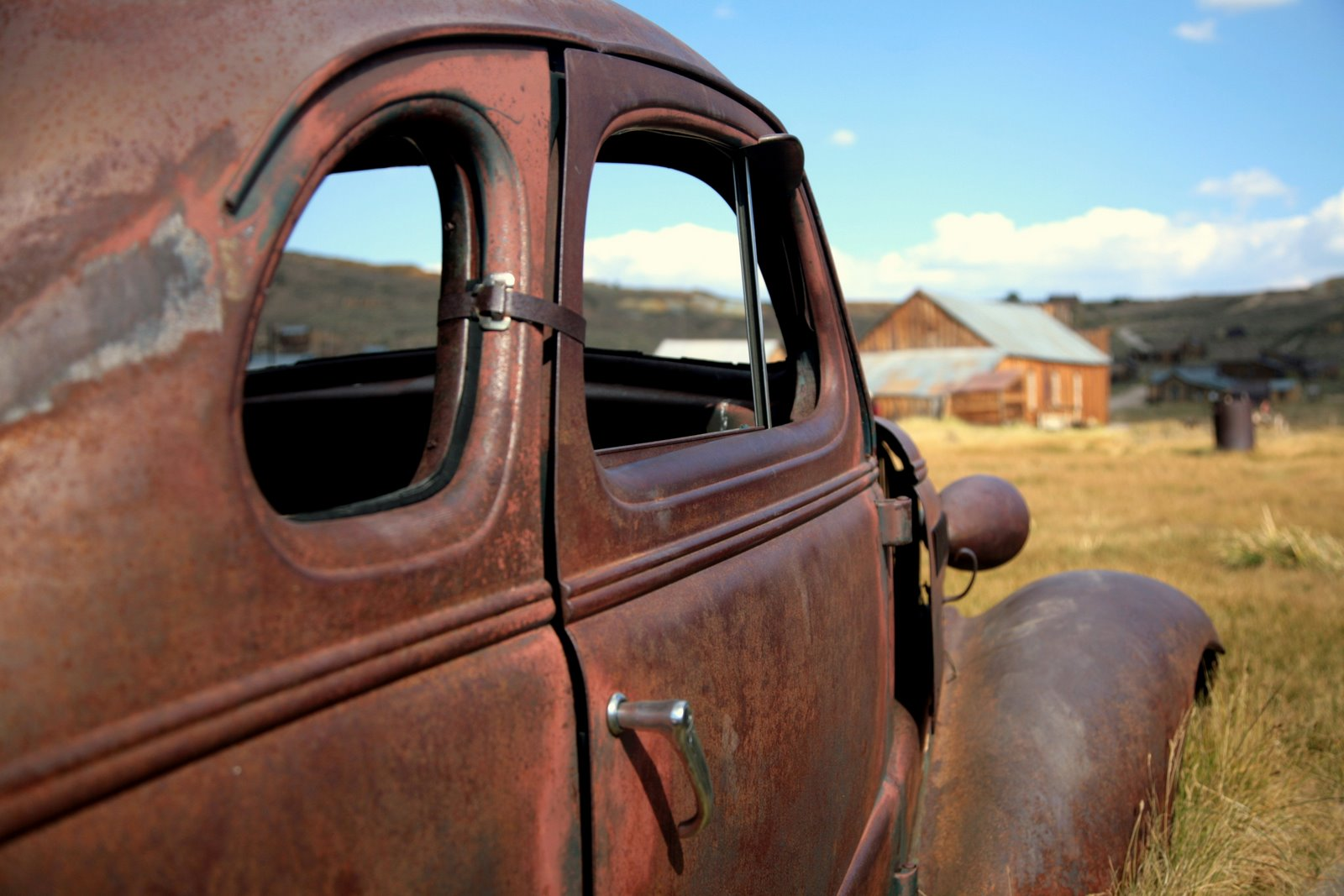
La carcassa di un'auto abbandonata

- Gli U2 hanno realizzato a Bodie un servizio fotografico per l'album The Joshua Tree del 1987; le fotografie, tutte in bianconero, sono state scattate da Anton Corbijn.